# اچ‌ام‌ای‌اس استالوارت (اچ۱۴)
اچ‌ام‌ای‌اس استالوارت (اچ۱۴) (به انگلیسی: HMAS Stalwart (H14)) یک کشتی بود که طول آن ۲۷۶ فوت ۱٫۷۵ اینچ (۸۴٫۱۶۹۳ متر) بود. این کشتی در سال ۱۹۱۸ ساخته شد.